# Rhinoplax vigil

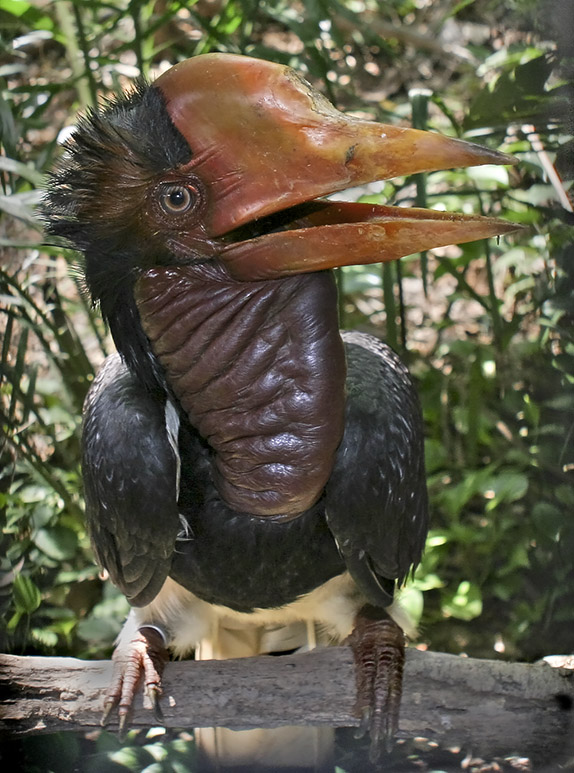
Un giovane esemplare.

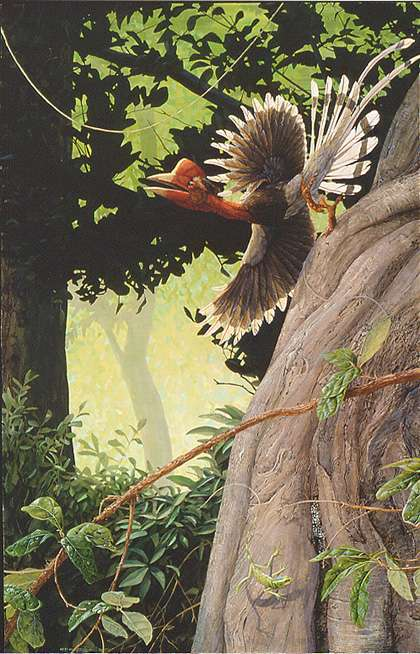
Raffigurazione di un esemplare in volo

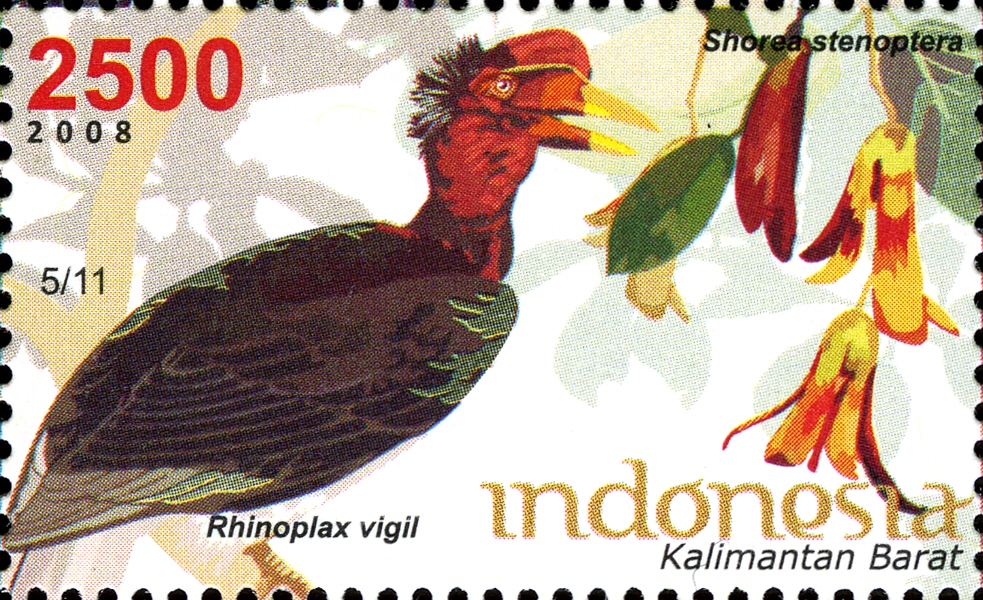
Bucero dall'elmo su un francobollo indonesiano.

Il bucero dall'elmo (Rhinoplax vigil (J. R. Forster, 1781)) è un uccello della famiglia dei Bucerotidi originario della penisola malese e delle Grandi Isole della Sonda.

## Descrizione

### Dimensioni
Misura 110-120 cm di lunghezza, per un peso di 3060 g nel maschio e di 2610-2840 g nella femmina.

### Aspetto
La sagoma del bucero dall'elmo si differenzia alquanto da quella degli altri buceri, sia a causa del casco a forma di bernoccolo che si interrompe bruscamente a metà del culmen, che delle lunghe timoniere centrali lunghe quasi un metro, che conferiscono all'animale una lunghezza totale di circa 160 cm. Il nero, colore predominante del piumaggio, copre il dorso, le copritrici alari, il petto e la parte superiore del ventre e crea un forte contrasto con il bianco di addome, cosce e coda. Le piume di quest'ultima presentano una larga banda nera situata a breve distanza dall'estremità. Il cappuccio è scuro, le piume della faccia e del collo sono rosso-arancio. La gola è ricoperta da una pelle nuda plissettata di colore rosso nei maschi e blu nelle femmine. Il casco e il becco sarebbero gialli, ma appaiono quasi sempre tinti di rosso sulla parte superiore e i lati del casco e alla base del becco in quanto sono rivestiti da una secrezione scarlatta proveniente da una ghiandola situata vicino alla coda con la quale la specie si liscia normalmente le piume. A differenza di quello degli altri buceri, il casco è solido, non cavo; assieme al cranio al quale è saldato, può costituire quasi il 10% del peso totale dell'animale. Ad eccezione della diversa colorazione della pelle della gola, la femmina è rigorosamente identica al maschio.

## Biologia
Come molti buceri frugivori, i buceri dall'elmo sono sedentari e difendono un territorio. I maschi in particolare sorvolano i loro possedimenti, sfidando gli intrusi con il loro casco. I loro richiami potenti e caratteristici vengono descritti come delle urla seguite da una specie di risata a cascata. Più in particolare, in prossimità degli alberi da frutto, gli individui di entrambi i sessi danno vita a strani rituali, colpendosi reciprocamente la testa mentre sono in volo. Quando i caschi si scontrano, il rumore secco che ne risulta può essere udito anche ad una distanza di 100 m.

### Alimentazione
I buceri dall'elmo sono quasi esclusivamente frugivori. In Malesia, a Sumatra e nel Borneo i fichi costituiscono il 98% della dieta. Vengono regolarmente consumati i frutti di 12 specie diverse. Tuttavia, questi uccelli utilizzano il loro casco come un utensile pesante per percuotere il legno marcio o la corteccia con lo scopo di rimuoverla e catturare gli insetti o i piccoli invertebrati che vi dimorano.

### Riproduzione
Le abitudini riproduttive del bucero dall'elmo sono poco note. Numerose segnalazioni affermano che non vi sia una stagione ben definita dedicata alla deposizione delle uova, che può avere luogo in ogni periodo dell'anno. Tuttavia, nel sud di Sumatra, l'involo dei giovani si effettua piuttosto regolarmente nei mesi di maggio e giugno. La femmina depone 1 o 2 uova. Durante il periodo di nidificazione, che può durare fino a 130 giorni, essa rimane rinchiusa all'interno della cavità naturale di un albero, sigillata da una parete che essa costruisce con escrementi e resti di cibo. L'unico contatto con l'esterno avviene attraverso una piccola fessura che le consente di ricevere il cibo che il maschio gli porta più volte al giorno. Quando i giovani hanno raggiunto la maturità, la femmina rompe la parete e li libera.

## Distribuzione e habitat
Il bucero dall'elmo è originario delle regioni meridionali di Myanmar e Thailandia, della penisola malese e delle isole di Sumatra e Borneo. È un uccello della foresta pluviale e primaria al di sotto dei 1500 metri di altitudine; è tuttavia in grado di adattarsi alle zone boschive moderatamente perturbate e alle foreste che hanno subito un abbattimento selettivo.

## Conservazione
Questa specie gioca un ruolo importante nella cultura locale degli abitanti del Sud-est asiatico: è divenuto il protagonista di leggende e il soggetto di cerimonie e credenze. Le sue piume sono ricercate per realizzare costumi tradizionali per i danzatori, la sua carne viene consumata e il casco è divenuto l'oggetto principale della florida attività nota come «commercio dell'avorio di bucero». Oltre all'ingente pressione venatoria, il bucero dall'elmo deve anche fronteggiare il degrado ambientale e la riduzione delle foreste, che assestano un duro colpo al numero di esemplari, che già di per sé non è troppo elevato. Nelle zone intatte la densità di esemplari è rimasta consistente, ma dove l'abbattimento degli alberi è la prassi le popolazioni sono in declino. Per questo motivo, il bucero dall'elmo è stato classificato come «specie in pericolo critico» (Critically Endangered).